# Anita Harding
Anita Harding (17 settembre 1952 – 11 settembre 1995) è stata una neurologa irlandese britannica.
Professoressa di Neurologia Clinica presso l'Istituto di Neurologia dell'Università di Londra, è conosciuta per la scoperta, con Ian Holt e John Morgan-Hughes, della "prima identificazione di una mutazione del DNA mitocondriale in una malattia umana" e del "concetto di eteroplasmia tissutale del DNA mitocondriale mutato", pubblicata su Nature nel 1986.

## Biografia
Nata in Irlanda, Harding frequenta la King Edward VI High School for Girls e la the Royal Free Hospital Medical School, dove si abilita alla professione medica nel 1975. Due anni dopo si sposa con il professore di neurologia P.K. Thomas, e intraprende gli studi di neurologia.
Muore di carcinoma del colon-retto sei giorni prima del suo quarantatreesimo compleanno, poco prima di assumere la cattedra di Neurologia Clinica all'Institute of Neurology in Queen Square a Londra. Venuta a conoscenza del suo stato terminale, avrebbe detto "Almeno non dovrò comprare Windows 95".
Nel 1995, ha vinto la medaglia dell'Association of British Neurologists per i suoi contributi alla neurologia.

## Attività scientifica
Harding ha contribuito in modo significativo al campo delle malattie neurologiche ereditarie. I suoi maggiori risultati sono stati:
- Classificazione delle neuropatie periferiche e delle atassie ereditarie, la prima identificazione di una mutazione del DNA mitocondriale in malattie umane (nella miopatia mitocondriale di Kearns-Sayre)
- Identificazione dell'espansione di triplette in malattie neurologiche degenerative (ad esempio, nella malattia di Huntington).

Inoltre, ha lavorato a lungo sulla genetica delle popolazioni di malattie con distribuzione etnica. Ha pubblicato più di 200 articoli e curato tre libri.